# Übereinkommen gegen Diskriminierung im Unterrichtswesen
Das Unesco-Übereinkommen gegen Diskriminierung im Unterrichtswesen (englisch: Convention Against Discrimination in Education) ist ein multilateraler Vertrag zur Bekämpfung von Diskriminierung im Bildungswesen. Es wurde am 14. Dezember 1960 in Paris abgeschlossen und trat am 22. Mai 1962 in Kraft. In der Schweiz, in Österreich und in der Bundesrepublik Deutschland gilt es seit dem 10. Dezember 1968. Bis zum Jahr 2024 sind 110 der 193 Staaten dem Übereinkommen beigetreten.

## Inhalt
Das Übereinkommen gewährleistet die freie Wahl des Religionsunterrichts, die Einrichtung von Privatschulen und das Recht auf die Verwendung und Lehre der eigenen Sprache nationaler Minderheiten. Letzteres schließt auch die Gebärdensprache ein. 
In Artikel 1 des Übereinkommens wird Diskriminierung definiert als Unterscheidung, Ausschluss, Beschränkung wie auch Bevorzugung aufgrund von Rasse, Hautfarbe, Geschlecht, Sprache, Religion, nationaler oder sozialer Herkunft sowie von politischen oder sonstigen Überzeugungen. Stattdessen soll es eine Gleichbehandlung im gesamten Unterrichtswesen geben. Danach muss jeder Person oder Personengruppe der Zugang zum Unterricht des gesamten Bildungssystems gegeben werden.
Artikel 2 differenziert dahingehend, dass getrennte Unterrichtssysteme für die beiden Geschlechter nicht als Diskriminierung gelten, soweit sie gleichwertig sind. Ebenso können aus religiösen oder sprachlichen Gründen unterschiedliche Schulen geschaffen werden, sofern dies den Wünschen der Eltern entspricht, in Bezug auf die Zugehörigkeit kein Zwang ausgeübt wird und der Unterricht den allgemein verbindlichen Normen entspricht. Private Unterrichtsanstalten sind zulässig, insofern sie nicht zum Ausschluss irgendeiner Personengruppe führen, sondern zusätzliche Unterrichtsmöglichkeiten zu den öffentlichen Schulen bieten. Dabei ist die Kontrolle durch die zuständigen Behörden vorgesehen.
Weitere Zielsetzungen sind die Ausrichtung der Erziehung auf die Entfaltung der Persönlichkeit, die Achtung der Menschenrechte und das Verständnis und die Freundschaft „zwischen allen Völkern, allen rassischen oder religiösen Gruppen zu pflegen und die Tätigkeit der Vereinten Nationen zur Wahrung des Friedens zu fördern.“ (Artikel 5)
Weitere Bestimmungen regeln die Schulpflicht, die Schulgeldfreiheit, die Rechte der Eltern sowie die Zugang zum Hochschulbereich und die Einhaltung von Qualitätsanforderungen an den Lehrerberuf.

## Folgen
Das Übereinkommen wurde in die Präambel des Internationalen Übereinkommens über die Beseitigung aller Formen der Rassendiskriminierung und der Internationalen Konvention zum Schutz der Rechte aller Wanderarbeiter und Mitglieder ihrer Familien übernommen. Es wird als Eckpfeiler der Deklaration Education 2023 der Unesco angesehen.
Im Jahr 1982 wurde in Nordrhein-Westfalen unter Berufung auf das Übereinkommen die Zulassung eines Volksbegehrens gestoppt, welches für ausländische Kinder in Deutschland die Einrichtung muttersprachlicher Klassen vorsah. In dem von der Bürgeraktion „Ausländerstopp“ geplanten Gesetzentwurf sollte in diesen Klassen nicht nur muttersprachlich unterrichtet werden, sondern ebenso nach den jeweils heimatlichen Lehrplänen und mit dort ausgebildeten Lehrkräften. Die Landesregierung ging von der Annahme aus, dass dies zu einem erheblich niedrigeren Bildungsstand ausländischer gegenüber deutschen Schülern führen würde. Dies sei mit dem UNESCO-Übereinkommen nicht vereinbar.
Im Jahr 2012 legte die Antidiskriminierungsstelle des Bundes auf der Grundlage einer Expertise eine Analyse des Status quo und der noch bestehenden Aufgaben vor, die der Weiterentwicklung der Ziele des Übereinkommens in Deutschland dienen.